# مسجد شاه‌بلاغ
مسجد شاه‌بلاغ (به لاتین: Shahbulag Mosque) یک مسجد در جمهوری آذربایجان است که در منطقه شاه‌بلاغ شهر آغ‌دام واقع شده‌است. این مسجد به دستور پناهعلی‌خان جوانشیر در سال ۱۷۵۱–۱۷۵۲ ساخته شد.

## ویژگی‌ها
مسجد شاه‌بلاغ کاملاً از سنگ آهک محلی ساخته شده است و از سه بالکن قوسی و یک سالن عبادت تشکیل شده است. این بالکن‌ها توسط یک جفت ستون سنگی پشتیبانی می شوند. سقف به‌صورت باز تکمیل می شود. از آنجا که سالن عبادت چهارگوش است، سقف از درون به شکل گنبد است و در بخش بیرونی سقف از دو شیب با افزودن مواد پوشش جدید ساخته شده است. این امر برای ایجاد شرایط مطلوب برای جریان آب‌های بارندگی ایجاد شده است.
کل ضخامت دیوار مسجد به یک متر می‌رسد. ابعاد نقشه مسجد ۳۸.۷ ۹. ۳۸.۹ متر است. از آنجا که مسجد در زمین شیب‌دار بنا شده است، فاصله آن از پشت تا سقف ۴.۳۷ متر و از نمای جلو تا ۴۰.۵ متر است.
با وجود این که مسجد شاه‌بلاغ از نظر معماری ساده است، اما این نمونه ای از خلاقیت معمار کربلایی صفی‌خان قره‌باغی است که در مساجد پرشمار قره‌باغ دیده می‌شود.
ایده معماری مسجد شاه‌بلاغ در مسجد روستای پاپراوند آغ‌دام نیز به چشم می‌خورد.